# Strijper Aa
Pour les articles homonymes, voir Aa.
Le Strijper Aa est une rivière néerlandaise dans le sud-est de la province du Brabant-Septentrional.

## Géographie
Sa source se situe près de la frontière belgo-néerlandaise, à l'ouest de Gastel. La rivière passe à côté des marais du Soerendonks Goor, qu'elle traversait autrefois. Ensuite, elle coule vers Leende, en contournant Leenderstrijp par l'est. Près de Leende, elle rejoint le Buulder Aa avec lequel elle forme le Grote Aa.
La vallée du cours supérieur du Strijper Aa possède une des plus grandes forêts de fagne des Pays-Bas.

## Source
- (nl) Cet article est partiellement ou en totalité issu de l’article de Wikipédia en néerlandais intitulé « Strijper Aa » (voir la liste des auteurs).